# 1673
1673 (MDCLXXIII) je bilo navadno leto, ki se je po gregorijanskem koledarju začelo na nedeljo, po 10 dni počasnejšem julijanskem koledarju pa na sredo.

## Rojstva
- 26. oktober - Dimitrij  Cantemir, moldavski državnik in pisec († 1723)
- 30. december - Ahmed III., sultan Osmanskega cesarstva in kalif Osmanskega kalifata  († 1736)

## Smrti
- 4. februar - Hošina Masajuki, japonski samuraj, daimjo klana Aizu in mecen (* 1611)
- 15. december - Margaret Cavendish, vojvodinja, angleška pisateljica, pesnica in filozofinja (* 1623)